# Галапагосская зелёная кваква
Галапагосская зелёная кваква (лат. Butorides sundevalli) — вид птиц из семейства цаплевых. Область распространения ограничена Галапагосскими островами.

## Фото

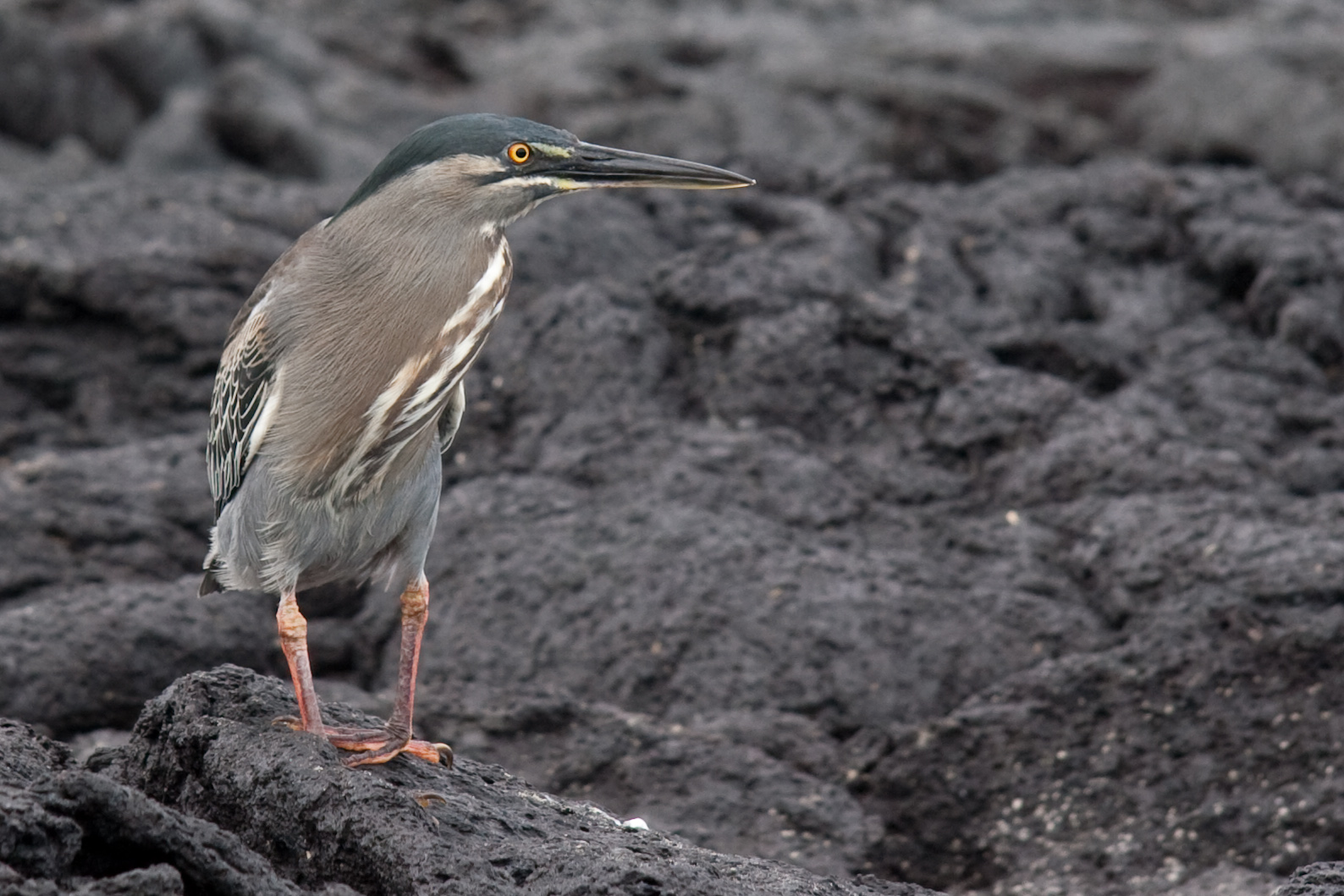
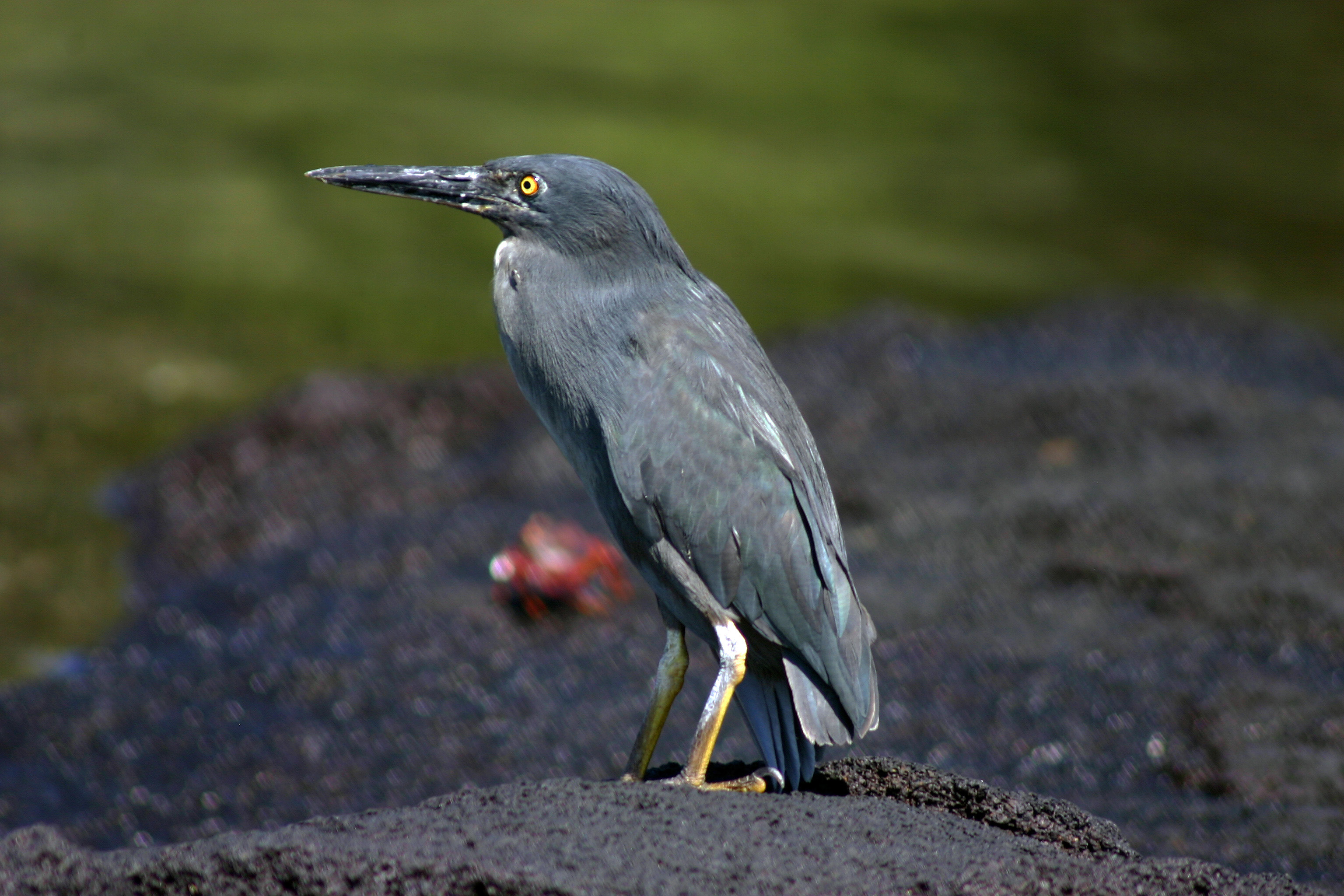
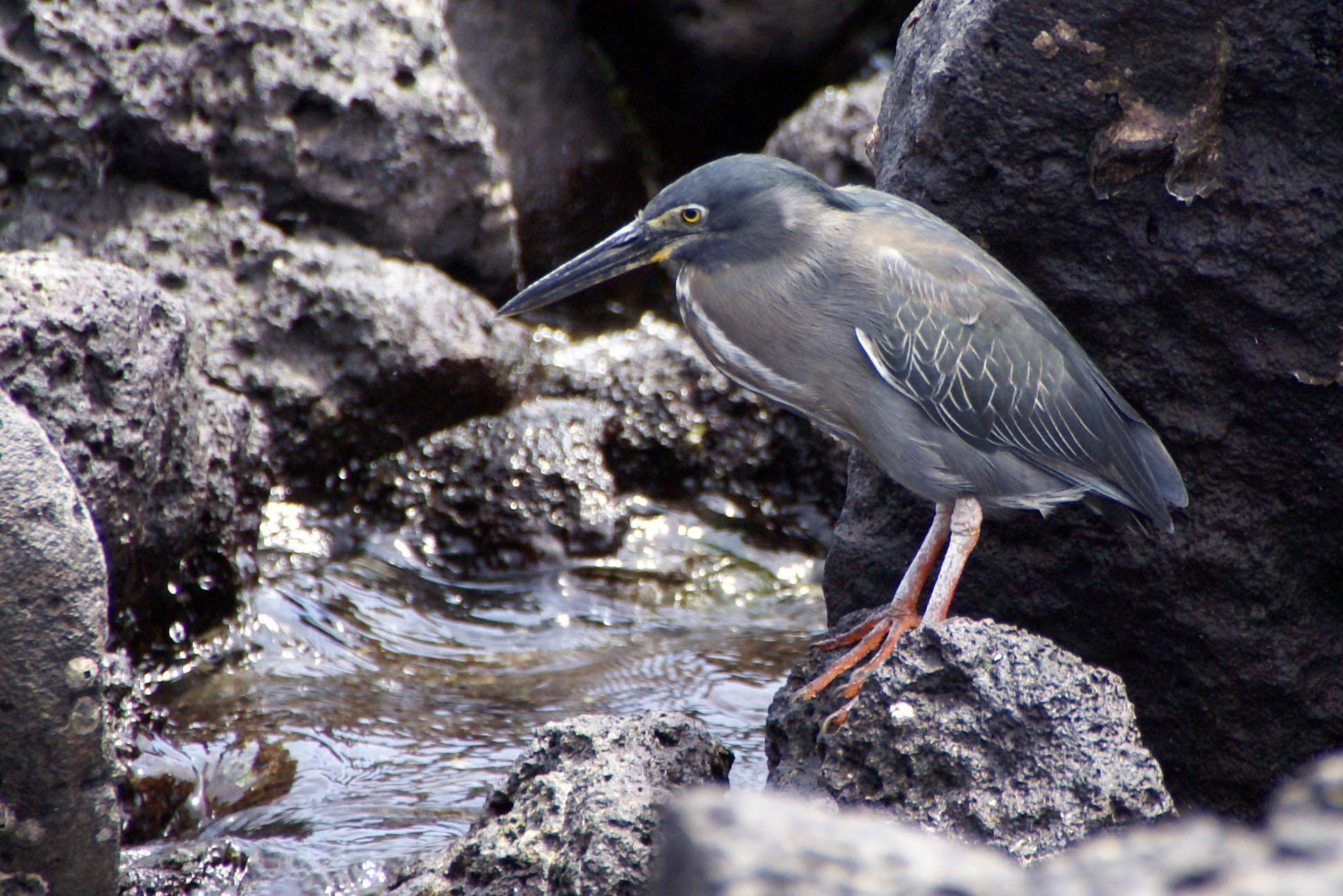
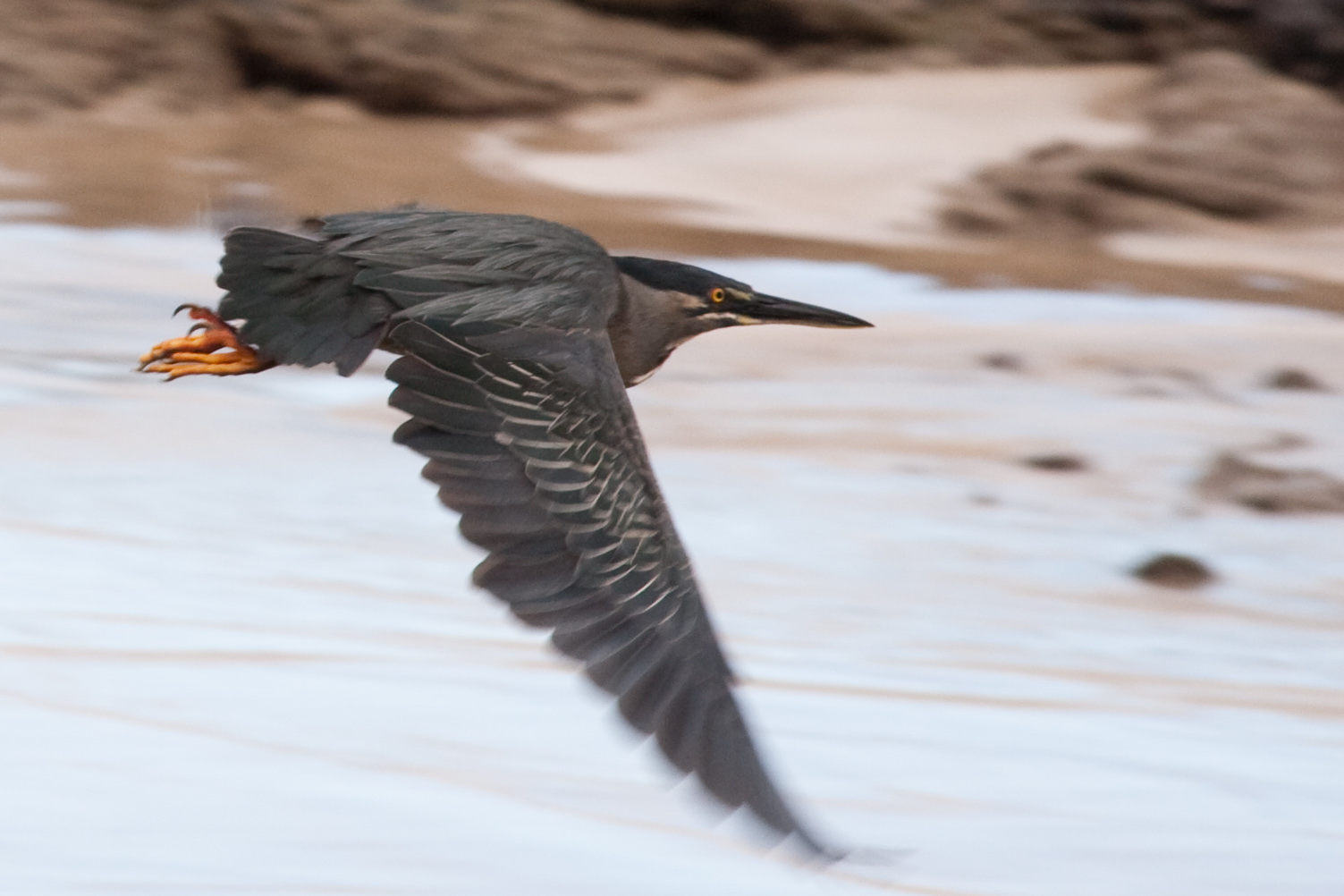

## Описание
Галапагосская зелёная кваква — маленькая цапля длиной 35 см и размахом крыльев 63 см. Вес составляет от 193 до 235 гр (средний вес 214 гр). Длина серого клюва 6,35 см.
Это диморфичный вид. Большинство распространённых на Галапагосских островах цапель целиком окрашены в тёмный цвет с голубовато-серым хохолком, что является очень необычной окраской оперения среди зелёных квакв. Другие цапли, распространённые на Галапагосских островах, имеют серую окраску оперения, характерную для подвида зелёной кваквы, обитающей в Южной Америке. Длинные полосы у этой более светлой морфы бурые. Если галапагосская зелёная кваква чувствует угрозу и страх, она издаёт резкие звуки «кейов» или «койк».

## Образ жизни
Галапагосская зелёная кваква питается маленькими рыбами, крабами, ящерицами, насекомыми и десятиногими ракообразными, а также некоторыми маленькими птицами.